# Мюррей, Чарльз Шаар
Чарльз Шаар Мюррей (англ. Charles Shaar Murray, при рождении Чарльз Максимилиан Мюррей; 27 июня 1951, Рединг, Англия) — английский музыкальный журналист и телеведущий. Работал в журнале New Musical Express (NME) и многих других печатных изданиях, а также принимал участие в создании ряда телевизионных документальных фильмов и репортажей о музыке.

## Биография
Мюррей вырос в Рединге (графство Беркшир, Англия), где окончил местную среднюю школу. В юности научился играть на губной гармонике и гитаре. Мюррей впервые попробовал профессию журналиста в 1970 году, когда, в числе нескольких школьников, откликнулся на приглашение отредактировать апрельский номер сатирического журнала Oz. Таким образом, став участником скандала разразившегося вокруг релиза Schoolkids Oz с последующим вовлечением в судебный процесс об обвинении журнала в непристойных публикациях.
Мюррей какое то время писал для IT (International Times), после чего устроился в New Musical Express (в 1972 году), где проработал до 1986 года. Впоследствии публиковался в таких изданиях, как Q, Mojo, MacUser, New Statesman, Prospect, The Guardian, The Observer, The Daily Telegraph, Vogue и The Independent. В настоящее время ведет ежемесячную колонку о своей любви к гитарам, длиною в жизнь, в журнале Guitarist.

## Музыкальная деятельность
Также Мюррей пел и играл на гитаре и губной гармошке в группе Blast Furnace and the Heatwaves (под псевдонимом Blast Furnace). В настоящее время выступает с лондонской блюзовой группой Crosstown Lightnin'
.